# 23890 Quindou
23890 Quindou è un asteroide della fascia principale. Scoperto nel 1998, presenta un'orbita caratterizzata da un semiasse maggiore pari a 2,7081905 UA e da un'eccentricità di 0,0315561, inclinata di 2,32231° rispetto all'eclittica.